# Grå trattkaktus
Grå trattkaktus (Eriosyce villicumensis) är en art inom trattkaktussläktet och familjen kaktusväxter, som har sin naturliga utbredning i Argentina.

## Beskrivning
Grå trattkaktus är en tillplattat klotformad kaktus som blir upp till 7 centimeter i diameter. Den är uppdelad i 7 till 10 åsar. Längs åsarna sitter styva svarta taggar som har en uppsvullen bas och är från 15 till 20 millimeter långa. Taggarna består av en centraltaggar som är uppåtböjd. Runt denna sitter 7 till 9 radiärtaggar. Blommorna blir 3,5 centimeter långa och 3 centimeter i diameter. Blommorna är brungula med rosa mittlinje på kronbladen. Frukten är klotformad, 12 millimeter i diameter och mörkbrun när den mognat.
Grå trattkaktus är svår att skilja från E. megliolii, men färg och form på blomman skiljer.

## Synonymer
Pyrrhocactus villicumensis Rausch 1974
Neoporteria villicumensis (Rausch) Donald 1976
Pyrrhocactus melanacanthus Backeb. 1963, nom. inval.
Neoporteria melanacantha (Backebe.) Donald & G.D.Rowley 1966, nom. inval.